# Farewell My Summer Love
Farewell My Summer Love (naknadno u Velikoj Britaniji objavljen pod nazivom Here I Am (Come and Take Me)), je kompilacijski album neobjavljenih snimki u razdoblju od 1973. do 1975. godine, američkog glazbenika Michaela Jacksona, kojeg 1984. godine objavljuje diskografska kuća Motown.
Materijal je trebao biti objavljen 1974. godine kao Jacksonov solo album, ali je zaustavljen jer je Jackson 5 ostvario veliki uspjeh sa singlom "Dancing Machine". Devet skladbi na albumu izvorno su snimljena 1973. godine, te prethodno nikad nisu bile objavljene. Kako bi materijal dobro zvučao i u '80-ma, na skladbama je nanovo napravljen remiks i overdubs. Taj zadatak dobili su glazbenici Tony Peluso, Michael Lovesmith i Steve Barri. Zajedno s bubnjarom Mikeom Bairdom, na pjesmama su snimili nove dionice na gitari, klavijaturama, udaraljkama i bubnjevima. Album je dosegao #46 na Billboardovoj top ljestvici pop albuma i #9 na britanskoj ljestvici.

Naslovna skladba objavljena je kao singl u svibnju 1984. godine. Dospjela je na Top 40 hitova u SAD-u, dosegnuvši #38, i na Top 10 hitova u Velikoj Britaniji, gdje se našla na #7. U to vrijeme Jackson je postigao veliku popularnost sa svojim albumom Thriller. Prateći uspješnost singlova u Sjedinjenim Državama je objavljen "Touch the One You Love", potpomognut sa skladbom "Girl You're So Together", ali nije dospio na top ljestvice. Međutim u Velikoj Britaniji "Girl You're So Together" objavljena je kao singl sa skladbom "Touch the One You Love" na B-strani, te je postala hit na top 40

## Popis pjesama
| Br. | Skladba                          | Autor                                       | Trajanje |
| --- | -------------------------------- | ------------------------------------------- | -------- |
| 1.  | »Don't Let It Get You Down«      | Mel Larson, Jerry Marcellino, Deke Richards | 3:02     |
| 2.  | »You've Really Got a Hold on Me« | Smokey Robinson, White, Rogers              | 3:30     |
| 3.  | »Melodie«                        | Mel Larson, Jerry Marcellino, Deke Richards | 3:24     |
| 4.  | »Touch the One You Love«         | Wayne, Clinton                              | 2:48     |
| 5.  | »Girl You're So Together«        | Keni St. Lewis                              | 3:12     |
| 6.  | »Farewell My Summer Love«        | Keni St. Lewis                              | 4:24     |
| 7.  | »Call on Me«                     | Fonce Mizell, Larry Mizell                  | 3:39     |
| 8.  | »Here I Am (Come and Take Me)«   | Green, Hodges                               | 2:56     |
| 9.  | »To Make My Father Proud«        | Bob Crewe, Larry Weiss                      | 4:04     |

## Vanjske poveznice
- Allmusic[neaktivna poveznica] - Recenzija albuma